# Tabiteuea (Tarawa)
Tabiteuea är en ö i Kiribati.   Den ligger i örådet Tarawa och ögruppen Gilbertöarna, i den östra delen av landet, 18 km nordost om huvudstaden Tarawa. Arean är 4,1 kvadratkilometer.
Terrängen på Tabiteuea är mycket platt. Öns högsta punkt är 17 meter över havet. Den sträcker sig 4,7 kilometer i nord-sydlig riktning, och 4,8 kilometer i öst-västlig riktning.
Följande samhällen finns på Tabiteuea:
- Abatao Village
- Tabiteuea Village